# Hallenhockey-Europameisterschaft der Damen 1981
Die Hallenhockey-Europameisterschaft der Damen 1981 war die dritte Auflage der Hallenhockey-Europameisterschaft der Damen. Sie fand vom 30. Januar bis 1. Februar in der Sporthalle Berlin-Charlottenburg statt. Titelverteidiger Deutschland feierte nach dem Finalsieg über Schottland im 24. Hallenhockey-Länderspiel den 24. Länderspielsieg und den dritten Europameistertitel. 
Der Drittplatzierte Kanada nahm mit Sondergenehmigung an der Europameisterschaft teil.
Erfolgreichste Torschützin des Turniers wurde mit 16 Treffern in fünf Spielen Birgit Hagen von Blau-Weiß Köln vor Christina Moser mit 14 Treffern und der Spanierin Rosa Sanz.

## Platzierungsspiele

### Spiel um Platz 7
| Spanien | – | Frankreich | 7:5 (4:3) |

### Spiel um Platz 5
| Österreich | – | Niederlande | 4:2 (2:1) |

### Spiel um Platz 3
| Kanada | – | England | 9:5 (2:2) |

### Finale
| Deutschland | – | Schottland | 10:1 (5:1) |

Die Tore für Deutschland erzielten vor 1200 Zuschauern Birgit Hagen (Blau-Weiß Köln; 6 Tore), Gaby Appel (Klipper THC; 2 Tore), Christina Moser (SC Brandenburg) und Corinna Lingnau (RTHC Bayer Leverkusen).